# Rafael de Balbín Lucas
Rafael de Balbín Lucas (Alcañices, Zamora, 5 de març de 1910 - Madrid, 27 de gener de 1978) és un filòleg, professor universitari i escriptor castellà.
Fill d'un jurista de professió i poeta aficionat, fou influït per aquest en el seu futur camí. Així, des de ben aviat, a través del seu pare aprèn a fer versos i té l'oportunitat de conèixer diversos poetes de l'època, entre els quals, Antonio Machado. Llicenciat en Dret per la Universitat de València el 1931, i en Filosofia i Lletres per la Universitat de Saragossa el 1935, es doctorà en 1942 amb una tesi sobre el Teatro menor de Moreto, que li va merèixer premi extraordinari del Doctorat. Després d'alguns anys de docència privada, i l'exercici de professor auxiliar a l'Institut de San Isidro, a Madrid, guanyà en 1940 la càtedra de Llengua i Literatura espanyoles a l'Institut d'Ensenyament Secundari d'Avilés. Més endavant, treballà a l'Institut Alfonso el Sabio, de Múrcia, i al Lope de Vega, de Madrid. Sorprès a Madrid per l'Alzamiento Nacional, va aconseguir sortir de la zona republicana amb els refugiats de l'Ambaixada de Turquia el 1937, i passant a zona nacional, es va incorporar immediatament com a oficial a l'exèrcit nacional, en el qual ostenta el grau de capità provisional d'aviació. Se li van concedir la Medalla de la Campanya i la Creu del Mèrit Militar amb distintiu vermell. El desembre de 1941 va ser nomenat vicesecretari cap de Publicacions del Consell Superior d'Investigacions Científiques, i més tard, secretari de l'Institut Antonio de Nebrija, de Filologia, del mateix Consell. El 1943 fou votat per unanimitat i amb el número u per a la càtedra de Llengua i Literatura espanyoles de la Universitat d'Oviedo. Va publicar treballs de recerca literària relatius al Romanticisme espanyol, al teatre menor de Moreto, a la influència d'Augusto Ferrán a Gustavo Adolfo Bécquer. El 1941 va publicar un volum de Romances de Cruzada exaltant l'aixecament franquista. Des del 1948 fou catedràtic de gramàtica general i de crítica literària a la Universitat de Madrid, avui Universitat Complutense. I el 1947 en fou secretari. Posteriorment, fou director de l'institut Miguel de Cervantes del CSIC. El 1962 treballà especialment sobre la preceptiva i la mètrica, a través de l'obra Sistema de rítmica castellana. També exercí de sotsdirector de la Revista de Filologia Española i de membre del consell de redacció de les revistes Prohemio i Revista de Literatura.